# Syltmunk

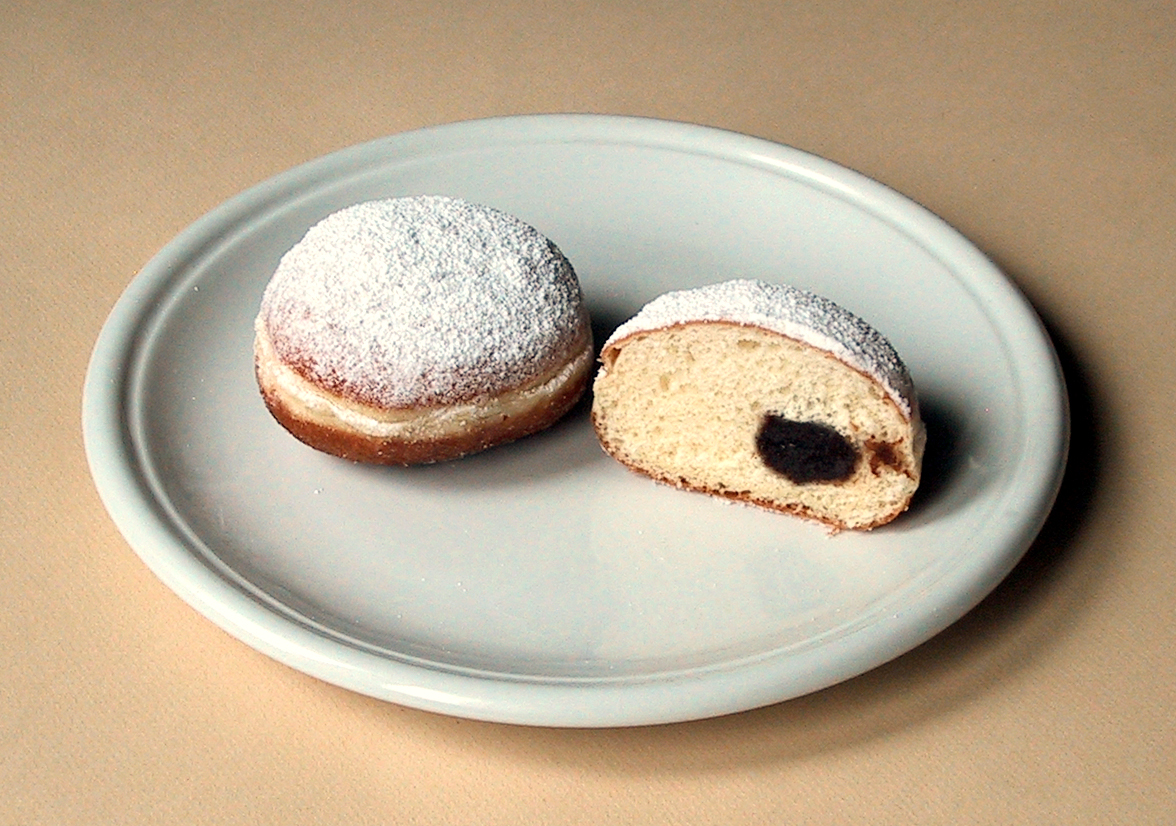
Berliner Pfannkuchen, tysk syltmunk.

En syltmunk är ett friterat bakverk, tillagat på samma sätt som en munk (men oftast utan hål i mitten), och fyllt med sylt.
En speciellt stor modell, oftast omkring 5x10 cm och med knoppar i hörnen, är allmänt förekommande i Finland, och kallas för grisar.